# دانيال ثيربانتس
دانيال ثيربانتس (بالإسبانية: Daniel Cervantes)‏ (28 يونيو 1990 بولاية أغواسكالينتس في المكسيك - ) هو لاعب كرة قدم مكسيكي في مركز قلب الدفاع. شارك مع منتخب المكسيك تحت 17 سنة لكرة القدم. أما مع النوادي، فقد لعب مع نادي أمريكا ونادي نيكاكسا وLobos BUAP ‏.

## وصلات خارجية
- دانيال ثيربانتس على موقع إي إس بي إن إف سي (الإنجليزية)
- دانيال ثيربانتس على موقع قاعدة بيانات كرة القدم.إي يو (الإنجليزية)
- دانيال ثيربانتس على موقع Soccerway.com (الإنجليزية)
- دانيال ثيربانتس على موقع عالم كرة القدم.نت (الإنجليزية)